# Leopoldina van Brazilië

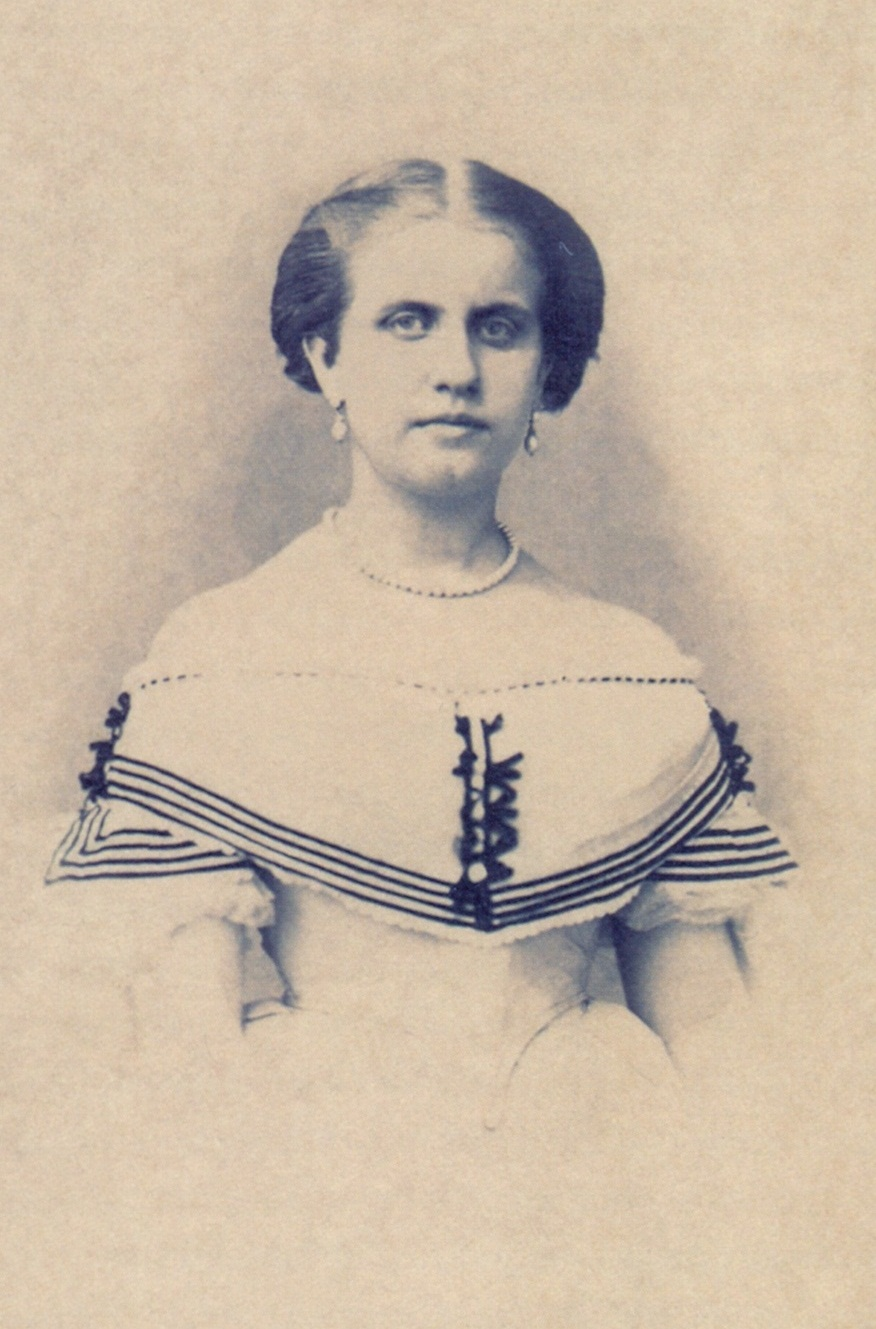
Prinses Leopoldine van Bragança, dochter van keizer Peter II van Brazilië
(ca.1864), Augusto Stahl

Leopoldine Theresa Francisca Carolina Michaela Gabriella Rafaela Conzaga van Bragança (Rio de Janeiro (Brazilië), 13 juli 1847 – Wenen (Oostenrijk), 7 februari 1871), infante van Brazilië, was de dochter van keizer Peter II van Brazilië en Theresia van Bourbon, dochter van koning Frans I der Beide Siciliën.

## Huwelijk en kinderen
Ze trouwde op 25 december 1864 te Rio de Janeiro met prins Augustus van Saksen-Coburg-Gotha, een broer van koning Ferdinand van Bulgarije. Leopoldine stierf echter al in 1871 op 23-jarige leeftijd aan tyfus. Leopoldine en Augustus hadden vier kinderen:
- Peter Augustus (Pedro Augusto) (19 maart 1866 – 6 juli 1934), prins van Brazilië en van Saksen-Coburg en Gotha
- Augustus Leopold (Augusto Leopoldo) (6 december 1867 – 11 oktober 1922), prins van Brazilië en van Saksen-Coburg en Gotha. Gehuwd met prinses Caroline Marie van Oostenrijk, een kleindochter van groothertog Leopold II van Toscane en van koning Ferdinand II der Beide Siciliën
- Jozef (José) (21 mei 1869 – 13 augustus 1888), prins van Saksen-Coburg en Gotha. Op jonge leeftijd gestorven
- Lodewijk Gaston (Luís Gastão) (15 september 1870 – 23 januari 1942), prins van Saksen-Coburg en Gotha. Gehuwd met prinses Mathilde van Beieren (1877-1906), dochter van koning Lodewijk III van Beieren, en na haar dood met gravin Maria Anna van Trauttmannsdorf-Weinsberg.